# HD 49933
HD 49933，又名BD-00 1462，SAO 133760、HR 2530，是一颗恒星，视星等为5.77，位于銀經213.34，銀緯-0.38，其B1900.0坐标为赤經6h 45m 43.4s，赤緯-0° -0.38′ 10″。